# Hartwerd
Hartwerd (Fries: Hartwert) is een dorp in de gemeente Súdwest-Fryslân in de Nederlandse provincie Friesland. Hartwerd ligt ten oosten van Bolsward en ten noordwesten van Nijland, ten zuiden van de Oude Kloostervaart aan de Hartwerdervaart. In 2023 telde het dorp 110 inwoners.

## Geschiedenis
Het dorp is ontstaan op een terp. De plaats werd al vrij vroeg bewoond maar werd nauwelijks groter. Toch had het aanzien gezien in 1322 de landdagen van Westergo gehouden. De plaats werd destijds geschreven als Hartwert.
In de 13e eeuw werd de plaats vermeld als Hertwarth, in 1327 als Hertwart, in 1400 als Hertwert, in 1482 als Haartwert en in 1505 als Hardtwardt. De plaatsnaam zou verwijzen naar een bewoonde hoogte/terp van de persoon Harte.
Tot 2011 lag Hartwerd in de voormalige gemeente Wonseradeel.

## Klokhuis

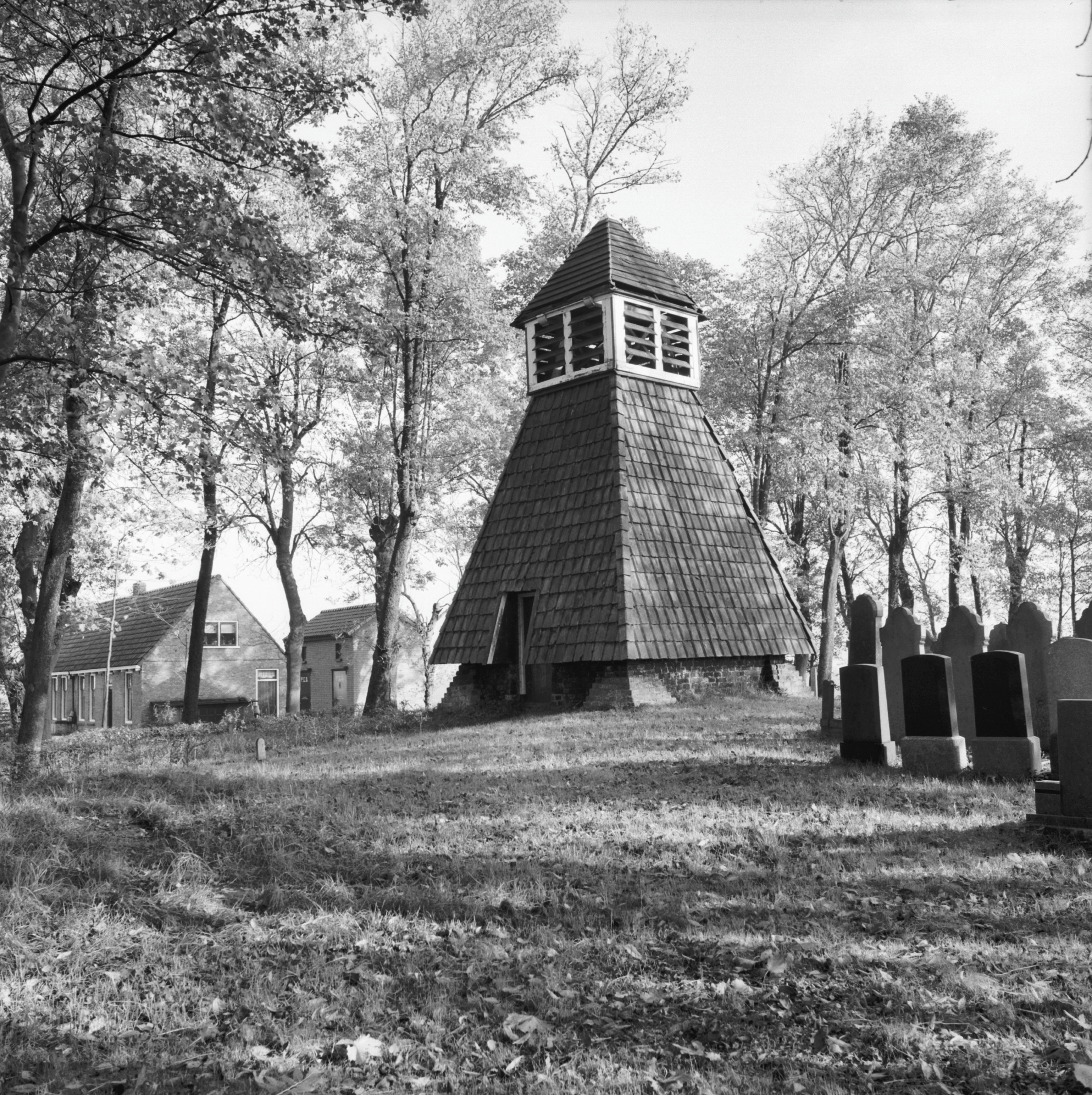
Klokhuis van Hartwerd in 1960

De kerk van Hartwerd werd in 1771 op de toren na afgebroken, omdat deze in verval was geraakt. De kerktoren werd in 1801 afgebroken. Delen van de kerktoren werden later gebruikt bij de bouw van een klokkenstoel. Deze mini-toren wordt een klokhuis genoemd en dateert uit het tweede kwart van de negentiende eeuw.

## Klooster
Van 1191 tot 1579 lag bij Hartwerd Klooster Bloemkamp, het op een na grootste klooster van Friesland. Dit klooster werd in 1535 bezet door een groep anabaptisten die de wederkomst van Christus verwachtten. Het leger veroverde het klooster, waarbij ongeveer 100 doden vielen aan beide zijden. Nadien werden in maart 1535 100 anabaptisten opgehangen, onthoofd of verdronken in opdracht van de stadhouder van Friesland. Dit wordt door sommigen de 'grootste moord op protestanten van Friesland' genoemd.
Aan de andere kant van Hartwerd werd een uithofklooster opgericht, het Ugoklooster of Oegeklooster. Na het sluiten bleef er de buurtschap Ugoklooster, dat tot 1949 wel nog zelfstandige plaats was.

## Molen

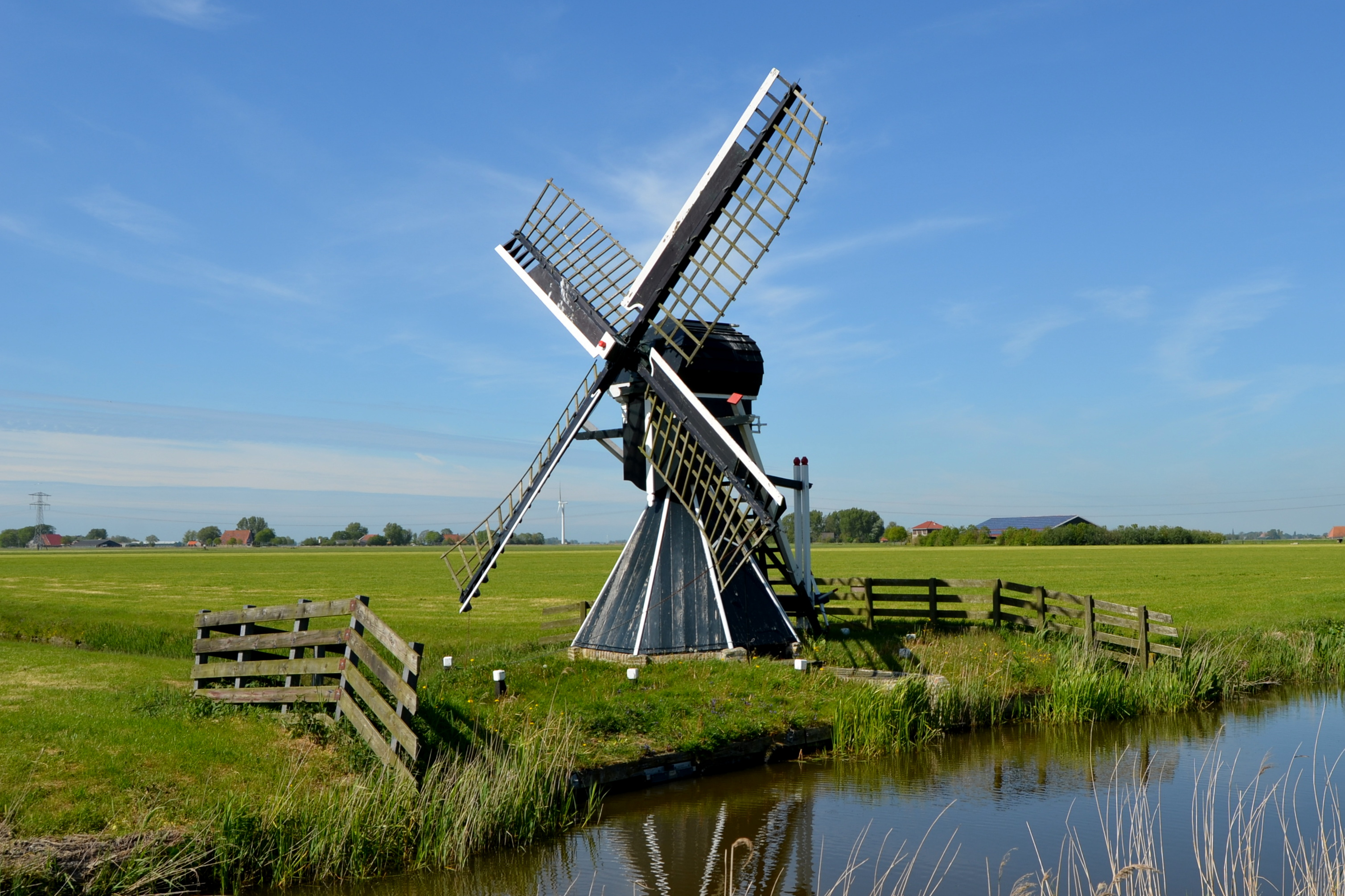
Oegekloostermolen

Enkele honderden meters ten zuidwesten van het dorp staat de Oegekloostermolen, een spinnenkopmolen die vóór 1830 werd gebouwd. De molen is een rijksmonument. Ten oosten van Hartwerd staat een Amerikaanse windmotor.

## Sport
Het dorp heeft een kaatsvereniging, Spui yn 'e want. Verder is er een damclub en een biljartvereniging. 

## Cultuur
Het dorp heeft een dorpshuis, It Terphûs en een toneelvereniging.